# Antonio Musu
Antonio Musu (Nápoles, 14 de mayo de 1916 - Pisa, 8 de octubre de 1979) fue un director de cine, productor cinematográfico y guionista italiano.

## Biografía
Comenzó a trabajar en el cine en 1944 como ayudante de dirección de La grande aurora, de Giuseppe Maria Scotese. A partir de 1948 fue director de producción y después productor de varias películas, algunas de ellas importantes, como En nombre de la ley, de Pietro Germi, y dos películas de Gillo Pontecorvo, Kapò y La batalla de Argel, por la que ganó el Nastro d'argento al mejor productor en 1967. Tras la cámara dirigió algunos documentales y dos largometrajes entre 1955 y 1958, la película bélica Il prezzo della gloria y Totó y Pablito, con Totò y Pablito Calvo. Desde 1943 estuvo casado con la actriz Jone Salinas. Falleció a la edad de 63 años.

## Filmografía

### Director
- Il prezzo della gloria, también guion (1955)
- Totó y Pablito (Totò e Marcellino), también guion (1958)

### Director de producción
- En nombre de la ley de Pietro Germi (1949)
- El camino de la esperanza de Pietro Germi (1950)
- Puccini de Carmine Gallone (1953)
- Prima di sera de Piero Tellini (1954)
- Sinfonía de amor de Glauco Pellegrini (1954)
- Kapò de Gillo Pontecorvo (1959)
- Le belle famiglie de Ugo Gregoretti (1964)
- La batalla de Argel de Gillo Pontecorvo (1966)